# Sandwich au fromage
Un sandwich au fromage (en anglais : cheese sandwich) est un sandwich composé de fromage sur du pain. La garniture est généralement composée de fromages à pâte mi-dure, comme le cheddar, le Red Leicester ou le Double Gloucester. Un article du Guardian considère le sandwich au fromage comme « aliment du déjeuner britannique ». L'usage d'un grille-pain à sandwich ou d'une poêle à frire permet de transformer le sandwich au fromage en un toastie au fromage.
Lorsqu'un sandwich à la viande est préparé, le fromage devient l'accompagnement, et le sandwich est connu sous d'autres noms tels que sandwich au jambon, sandwich au thon, etc. Si le fromage est fondu sur un tel sandwich, on utilise le terme de « sandwich fondu ».

## Variantes
Les variantes britanniques populaires comprennent le sandwich au fromage et au cornichon, le sandwich au fromage et à la tomate et le sandwich au fromage et à l'oignon,.
Un sandwich au fromage grillé est un sandwich au fromage américain populaire, dans lequel le sandwich est chauffé jusqu'à ce que le fromage fonde.
Une variante italienne est la carrozza, un sandwich à la mozzarella enrobé d'œuf et de farine et frit.

## Popularité
En 2014, le sandwich au fromage a vu sa popularité décliner au Royaume-Uni. Une enquête sur les habitudes alimentaires de 2 000 adultes réalisée par YouGov en décembre 2014 révèle que 55 % des adultes britanniques n'avaient pas mangé de sandwich au fromage au cours de la semaine précédente,. En réponse, en 2015, la marque Anchor Cheddar lance une campagne utilisant un bus conçu pour ressembler à un sandwich au fromage afin d'encourager la consommation de ce type d'aliments,.
En 2017, un sondage réalisé par YouGov révèle que 36 % des Britanniques ont déclaré que le fromage était leur garniture de sandwich préférée et en 2018, une enquête menée auprès de 2 000 Britanniques, révèle que le sandwich au fromage nature était le type de sandwich le plus populaire. En 2020 cependant, une étude similaire montre que le sandwich au fromage nature était devenu moins populaire et que le sandwich au bacon était le préféré.

## Avertissements sur la santé
En 2008, la Food Standards Agency avertit qu'un sandwich au fromage contient plus de la moitié de la quantité quotidienne recommandée de graisses saturées.
En 2012, Action on Salt fait campagne pour que les sandwichs au fromage soient accompagnés d'un avertissement sur la santé. Le groupe a signalé que les quantités élevées de sel contenues dans les principaux ingrédients d'un sandwich au fromage pourraient conduire les enfants à en consommer une quantité excessive,. En réponse, le Dairy Council a déclaré qu'il était faux de dire que les sandwichs au fromage ne sont pas bons pour la santé. Action on Salt a ensuite retiré le communiqué de presse, invoquant une erreur.

## Recherche
Une étude menée par Len Fisher à l'Université de Bristol en 2003 révèle que l'épaisseur optimale de la garniture d'un sandwich au fromage dépend du type de fromage utilisé et que le sandwich doit être préparé avec une légère tartinade de beurre ou de margarine pour renforcer la saveur du fromage,. Ces recherches ont été critiquées pour leur caractère « frivole ».

## Histoire
Bien que l'invention du sandwich au fromage ne soit pas documentée, certaines interprétations de la pièce de 1602 Les Joyeuses Commères de Windsor de William Shakespeare rapportent que la réplique « Je n'aime pas l'humour du pain et du fromage » est la première référence écrite à un sandwich au fromage,.
En janvier 1889, à Greenville (Pennsylvanie), Henry Hoffman, George Smith et Teddy Atkins ont participé à un concours de mangeurs de sandwichs au fromage. Hoffman a remporté le concours en mangeant 16 sandwichs en 15 minutes.

## Dans la culture populaire
Le court métrage documentaire muet britannique de 1903, intitulé The Cheese Mites, présente un homme qui prépare un sandwich au fromage et l'examine à l'aide d'une loupe comme intrigue principale,.
Dans le film comique de 2001, Freddy Got Fingered, le protagoniste travaille dans une usine de sandwichs au fromage.